# Тальрозе, Виктор Львович
Виктор Львович Тальрозе (15 апреля 1922 года — 22 июня 2004 года) — советский и российский физик, специалист в области масс-спектрометрии, член-корреспондент АН СССР (1968).

## Биография
Родился в Туле в 1922 году в семье врача Льва Николаевича Тальрозе (1887, Николаев — 1972) и дантиста Раисы Исааковны Шапиро (1894, Харьков — 1944). В 1939 году с золотой медалью окончил школу и поступил на химический факультет МГУ. После окончания второго курса ушел добровольцем на фронт, в 1942 году был ранен, лечился в госпитале под Саратовом. После лечения продолжил обучение в эвакуированном МГУ в Свердловске, но в 1943 году опять ушел на фронт добровольцем, служил в дивизионной разведке (благодаря знанию немецкого языка). Дошел до Берлина, обладатель боевых наград.
В 1945 году вернулся в Москву, где снова занялся обучением. Выполнил дипломную работу по исследованию роли радикала НО2 в реакции кислорода с водородом в Институте химической физики АН СССР под руководством будущего академика В. В. Воеводского, которую успешно защитил 27 июля 1947 года. После окончания университета был принят на должность младшего научного сотрудника в Институт химической физики, где практически сразу начал работу по атомному проекту, параллельно занимаясь исследованиями по цепным реакциям горения газов. В 1949 году начал разработку масс-спектрометрических методов исследования свободномолекулярных реакций. Под его руководством был создан первый в стране масс-спектрометр, приспособленный для изучения элементарных актов сложных реакций, протекающих с участием ионов, атомов и свободных радикалов.
В 1952 году защитил кандидатскую диссертацию на тему «Экспериментальное исследование вторичных процессов в ионном источнике масс-спектрометра при ионизации углеводородов и воды». В 1956 году становится руководителем группы масс-спектрометрии в лаборатории В. Н. Кондратьева, которая затем была реорганизована в отдел свободных радикалов Института химической физики АН СССР (1959), отдел физических методов стимулирования химических реакций (1974), а затем и в отдельный институт Академии наук.
С 1954 года преподавал в Московском физико-техническом институте, в 1960 году возглавил кафедру химической физики МФТИ и стал деканом факультета молекулярной и химической физики.
В 1962 году получил степень доктора химических наук по совокупности работ, тема диссертационного доклада «Ионно-молекулярные реакции в газах».
В 1968 году — избран член-корреспондентом АН СССР.
С 1972 по 1987 — заместитель директора ИХФ АН СССР.
С 1987 по 1995 годы — возглавлял Институт энергетических проблем химической физики АН СССР в составе Отделения физико-технических проблем энергетики.
В 1997 году переехал в США, где занимался масс-спектрометрией биомолекул.
Умер 22 июня 2004 года в Новато (Калифорния, США).

## Семья
Жена — Евгения Владимировна Барелко (1922 — 2001) — кандидат химических наук, старший научный сотрудник, руководитель группы физико-химического института имени Л. Я. Карпова.
Дочь — Раиса Викторовна Тальрозе (род. 1947) — доктор химических наук, профессор, гл. научный сотрудник Института нефтехимического синтеза имени А. В. Топчиева РАН, лауреат премии имени С. В. Лебедева РАН за 1995 год.

## Память

Мемориальная доска на здании ИЭПХФ

В 2012 году Институт энергетических проблем химической физики РАН был назван его именем.

## Научная деятельность
Специалист в области электрофизики и химической физики, занимался проблемами химии плазмы, радиационной химии, химии атмосферы, фотохимии, квантовой электроники и биохимии.
Соавтор открытий «Явление неактивированности органических ионно-молекулярных реакций» (1956), «Образование полимеров в ударной волне» (1964), «Явление аномально низкого трения» (1969).
Созданные в ИХФ под руководством В. Л. Тальрозе масс-спектрометры (РМС-2) демонстрировались на Всемирной выставке в Брюсселе (1958) и выставке СССР в США (1959).
Во время работы в атомном проекте занимался разработкой методик определения глубины превращения атомного горючего при взрывах зарядов на полигонах. Занимался также и другими задачами оборонной тематики, в том числе разработал метод СВЧ-отверждения зарядов для межконтинентальных баллистических ракет, исследовал механизмы горения твердых ракетных топлив.
Автор более 440 научных статей и патентов, 6 монографий.

## Награды и достижения[5]
- Орден Красной Звезды (1943)
- Орден Красной Звезды (1944)
- Медаль «За боевые заслуги» (1944)
- Медаль «За оборону Москвы» (1944)
- Орден Отечественной войны II степени (1945)
- Медаль «За победу над Германией в Великой Отечественной войне 1941—1945 гг.» (1945)
- Орден «Знак Почёта» (1955)
- Орден Октябрьской Революции (1971)
- Орден Ленина (1982)
- Ленинская премия (в составе группы, за 1984 год) — за цикл работ «Фундаментальные исследования химических лазеров на цепных реакциях» (1963—1978)
- Орден Отечественной войны I степени (1985)
- Благодарность Президента Российской Федерации (1999)
- Медаль Дж. Дж. Томсона (2003)